# Piy-Khemsky (huyện)
Huyện Piy-Khemsky (tiếng Nga: ? райо́н) là một huyện hành chính tự quản (raion), của Tuva, Nga. Huyện có diện tích 9348 kilômét vuông, dân số thời điểm ngày 1 tháng 1 năm 2000 là 12100 người. Trung tâm của huyện đóng ở Turan.